# 브리스틀만

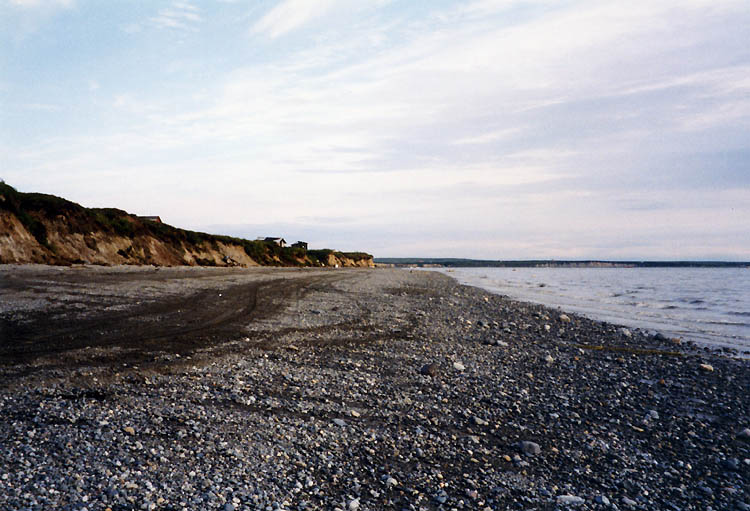
브리스틀만의 해안

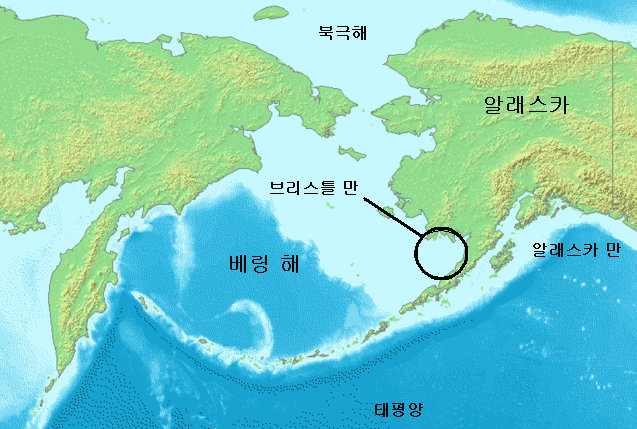
브리스틀만의 위치

브리스틀만(Bristol Bay)은 베링해의 가장 동쪽에 있는 만이다(북위 57°~59°, 서경 157°~162°). 이 만은 북쪽으로 알래스카 대륙과 접하고 남동쪽으로 알래스카반도와 접한다. 만의 길이는 400km이고 입구의 너비는 290km이다. 여러 강들이 이 만으로 흘러든다.[※신더강(Cinder), 이구시크강(Igushik), 크비차크강(Kvichak), 메시크강(Meshik), 뉴섀객강(Nushagak), 나크넥강(Naknek), 토기악강(Togiak), 우가식강(Ugashik)]
브리스틀만에서 10m 이상의 파도를 볼 수 있다고 한다. 이것은 잦은 강풍, 수많은 여울과 함께 항해를 힘들게 한다. 또한 베링 해에서 가장 수심이 얕기 때문에 큰 배에겐 위험한 바다이다. 이 점은 연어잡이배의 용골이 10m 이내로 제한되는 이유 중의 하나이다. 게다가 이 지역은 해도에 제대로 기록되어 있지 않고, 항해의 편의시설도 드물다고 한다.

## 같이 보기
- 딜링햄(영어판)
- 브리스틀만군